# Eugen Cicero
Eugen Cicero, pseudonimo di Eugen Ciceu e soprannominato anche Mister Golden Hands (Cluj-Napoca, 27 giugno 1940 – Zurigo, 5 dicembre 1997), è stato un pianista rumeno.

## Biografia
Nato a Cluj-Napoca, Romania, il 27 giugno del 1940 per la sua naturale attitudine cominciò a suonare il pianoforte all'età di 4 anni. All'età di 6 anni si esibì in uno dei concerti per pianoforte di Mozart con l'orchestra sinfonica di Cluj. Dopo essersi diplomato al conservatorio di Bucarest, non essendo attirato dalla carriera accademica, né dall'idea di diventare un concertista classico, perché li riteneva ruoli troppo restrittivi per la sua filosofia di musica, cominciò a dedicarsi alla carriera di pianista jazz, in particolare in Svizzera ed in Germania.
Cicero era famoso per la tecnica virtuosa e per l'abilità nel reinterpretare in chiave jazzistica opere di compositori classici (Bach, Chopin, ecc.). Ben presto il suo stile personale lo contraddistinse, capace di creare un'armonia tra stile classico in fusione con il mainstream jazz, diviene l'esponente principale del genere definito classico swing. La sua abilità ha reso uniche ogni sua interpretazione musicale tanto che gli fu attribuita la designazione di "mani d'oro" virtuoso con un genio creativo unico. Nel 1976 Eugen Cicero è stato premiato con il Deutscher Schallplattenpreis per i suoi arrangiamenti delle composizioni di Franz Schubert.
Cicero morì a Zurigo nel 1997. Anche suo figlio Roger Cicero (1970–2016) è stato un rinomato cantante jazz, nato dal matrimonio con la ballerina di Berlino Est Lili Cziczeo, già madre di Babette Döge, la più giovane vittima di eroina in Germania, della quale si parla nel libro Noi, i ragazzi dello zoo di Berlino e nel quasi omonimo film.

## Discografia
Artista prolifico, Eugen Cicero ha registrato più di 50 album in studio e dal vivo, in solamente 31 anni di carriera.
Titoli parziali della discografia di Eugen Cicero:
| Anno | album                                     | etichetta                   |
| ---- | ----------------------------------------- | --------------------------- |
| 1965 | Rokoko Jazz                               | MPS                         |
| 1965 | Cicero’s Chopin                           | MPS                         |
| 1965 | In Town                                   | MPS                         |
| 1965 | Klavierspielereien                        | MPS                         |
| 1965 | Swinging The Classics On MPS              | MPS                         |
| 1966 | Swinging Tshaikovsky                      | MPS                         |
| 1967 | Plays Liszt                               | MPS                         |
| 1968 | Eugen Cicero Quintett                     | Metroneme Records           |
| 1970 | Balkan Rhapsodie                          | MPS                         |
| 1970 | Marching the Classics                     | MPS                         |
| 1972 | Live at the Philharmonie (Berlino)        | INTERCORD                   |
| 1973 | Swinging Classics                         | MPS                         |
| 1973 | Cicero’s Chopin Festival                  | INTERCORD                   |
| 1973 | Cicero in London                          | INTERCORD                   |
| 1973 | Gerling-Konzert 1                         | Gerling-Konzert             |
| 1975 | Cicero Plays Schubert                     | INTERCORD                   |
| 1976 | Starportrait                              | MPS                         |
| 1976 | Piano solo                                | INTERCORD                   |
| 1976 | Cicero’s Concerto                         | INTERCORD                   |
| 1977 | My Lyrics E.C.Trio in Tokyo               | Nippon Columbia             |
| 1977 | In Concert                                | INTERCORD                   |
| 1977 | For My Friends                            | INTERCORD                   |
| 1978 | Solo piano                                | IN+OUT RECORDS              |
| 1978 | Live in Berlin                            | xx                          |
| 1979 | Balladen                                  | INTERCORD                   |
| 1979 | Gerling Konzert                           | Musik der Generationen      |
| 1979 | Nice to Meet You                          | INTERCORD                   |
| 1982 | Türkischer Marsch                         | Europa LP, Overseas Records |
| 1983 | Spring Song                               | TIMELESS RECORDS            |
| 1983 | Der Klassik neue Kleider                  | SWF Records                 |
| 1984 | Don’t Stop My Dreams                      | Nippon Columbia             |
| 1985 | Jazz Bach                                 | TIMELESS RECORDS            |
| 1985 | A Love’s Dream                            | ELITE SPECIAL               |
| 1987 | Rokoko Jazz II                            | TIMELESS RECORDS            |
| 1987 | Klassik modern                            | Deutsche Bank               |
| 1987 | Berlin Reunion Eugen Cicero & His Friends | Monopol RECORDS             |
| 1988 | A Touch of Love                           | Nippon Columbia             |
| 1988 | Whisper from Eternity                     | Nippon Columbia             |
| 1989 | Humoresque in Budapest                    | HUNGARTON BUDAPEST          |
| 1990 | Cicero Handmade                           | WERSI RECORDS               |
| 1990 | Maritim in Music                          | PROMOTION                   |
| 1992 | Cicero plays Gershwin                     | MEDIAPHON RECORDS           |
| 1992 | Phoenix / Last Scene                      | MERKTON RECORDS             |
| 1993 | Easy Listening Lounge                     | SWF Baden                   |
| 1993 | Traumnoten                                | Intersound GmbH München     |
| 1995 | Lullabies                                 | MELDAC JAZZ, JAPAN          |
| 1996 | Cicero & Ruth Juon                        | VISION OF PARADISE          |
| 1996 | Pas de deux                               | VISION OF PARADISE          |
| 1996 | Swinging Piano Classics                   | IN+OUT RECORDS              |